# Trichosteleum bolivarense
Trichosteleum bolivarense är en bladmossart som beskrevs av H. Robinson 1965. Trichosteleum bolivarense ingår i släktet Trichosteleum och familjen Sematophyllaceae. Inga underarter finns listade i Catalogue of Life.